# Gnetum luofuense
Gnetum luofuense là một loài thực vật hạt trần trong họ Gnetaceae. Loài này được C.Y.Cheng mô tả khoa học đầu tiên năm 1975.